# Moleneiland

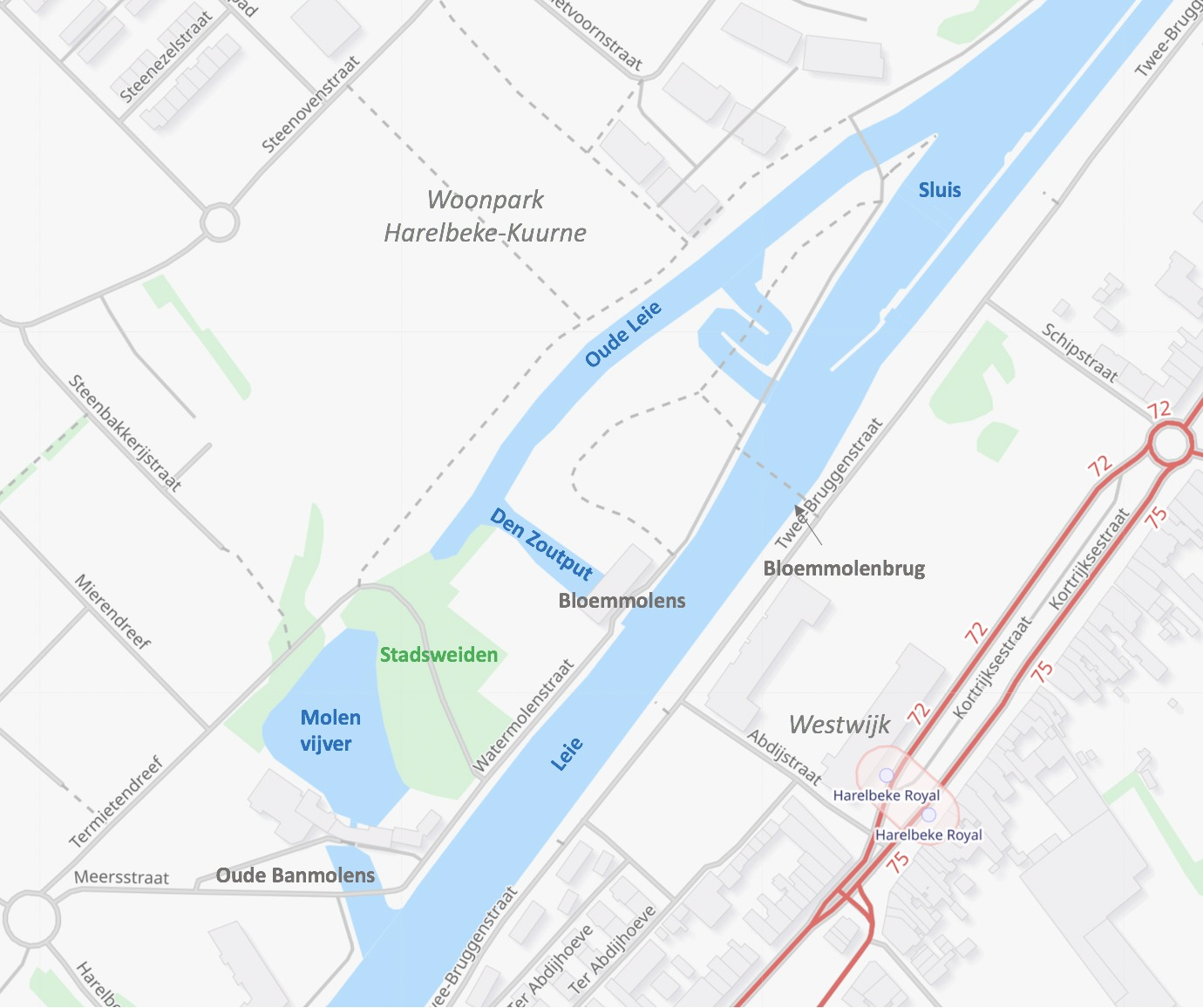
Moleneiland

Het Moleneiland is een voormalig eiland in de Leie, waar er zich vroeger de grafelijke banmolens van Harelbeke bevonden. Deze watermolens bestonden al sinds de 11e of 12e eeuw. Het eiland is ingesloten tussen twee armen van de Leie. Een sluis werd gebouwd, waar een tol in naam van de Vlaamse graaf werd geheven. Doorheen de tijd werd de zuidelijke Leiearm aangepast aan het scheepsvervoer en vormt vandaag de hoofdstroom van de rivier. De noordelijke Leiearm daarentegen is afgesloten.
Door de industriële revolutie in de 19e eeuw zijn de watermolens later vervangen geweest door een industriële maalderij. Vandaag zijn er geen werkende molens meer. Enkel de muren van de historische molens zijn overgebleven
Sinds de jaren 2010 werd de omgeving van het Moleneiland vernieuwd met een nieuw sluis- en stuwcomplex. Om het Moleneiland vanaf het stadscentrum toegankelijker te maken, werd de Bloemmolenbrug geplaatst: een draaibrug voor fietsers en voetgangers.